# Калчев, Антон
Антон Христов Калчев (болг. Андон Христов Калчев, греч. Αντον Κάλτσεφ ? Жужица Османская империя — 27 августа 1948 Фессалоники Греция) — болгарский офицер и общественный деятель. Один из основателей организации «Охрана» и военных соединений коллаборационистов, из числа славяноязычного (болгароязычного) меньшинства греческой Западной Македонии, созданные оккупационными властями, во время тройной, германо-итало-болгарской, оккупации Греции, в годы Второй мировой войны.
Расстрелян в Греции в 1948 году как военный преступник.
В современной Болгарии наблюдается тенденция реабилитации и героизации деятельности как самого Калчева, так и созданной им «Охраны», характеризуя её «милицией самообороны», против «про-коммунистической Народно-освободительной армии Греции (ЭЛАС) и формирований националистического греческого Сопротивления».

## Биография
Антон Калчев родился в Османской Македонии в селе Жужелци (греч. Σπήλαια, Спилеа) на территории сегодняшней греческой западномакедонской области Кастории.
После Балканских войн (1912—1913) и греко-болгарского обмена населениями, согласно Нёйского договора, его отец, Андон — Христо Димов Калчев, эмигрировал с семьёй в Болгарию. Семья обосновалась в городе Балчик.
Антон Калчев окончил гимназию в Софии в 1931 году и отправился в Германию учиться экономике в Лейпцигском университете. По окончании университета остался в нём преподавать. По приглашению болгарского царя Бориса III, Калчев вернулся в страну и поступил в Школу офицеров запаса, по окончании которой получил чин подпоручика.

## Охрана
В октябре 1940 года началась греко-итальянской война. Греческая армия отразила нападение Италии и перенесла военные действия на территорию Албании. Это вынудило вмешаться Гитлеровскую Германию. Вторжение Германии в Грецию, из союзной немцам Болгарии, началось 6 апреля 1941 года. После поражения Греции страна была разделена на 3 зоны оккупации — германскую итальянскую и болгарскую.
Немцы предоставили Болгарии оккупировать греческие Восточную Македонию и Западную Фракию вплоть до реки Стримонас, а также сербскую Вардарскую бановину. Западная Македония оставалась под итальянским и немецким контролем, а Центральная Македония под немецким.
В августе Калчев был произведен в поручики и был отправлен в столицу Македонии, город Фессалоники, находившимся под немецким контролем.
Здесь Калчев стал одним из организаторов Болгарского клуба. «Клуб» провозгласил своей целью защиту прав болгар в той части греческой Македонии, которая «осталась в пределах чужой администрации и поддержку оставшегося за пределами границ Болгарии болгарского населения Македонии».
С 1941 по 1943 годы Калчев организовал, при поддержке немецких и итальянских оккупационных властей, в областях Эдесса, Флорина и Кастория отряды коллаборационистов, из числа местных болгароязычных жителей.
Организация и отряды получили имя «Охрана», а также «Болгаро-македонский комитет».
Число членов «Охраны» к 1944 году достигло 12.000 человек.
Отряды Охраны принимали участие в боях и карательных операциях против партизан «про-коммунистической» Народно-освободительной армии Греции (ЭЛАС).
Они также совершили ряд военных преступлений против греческого населения региона:31.
В частности, Калчев и его отряды отмечены своим участием в совершённой 5 апреля 1944 года Резне в селе Клисура Кастории, в ходе которой были убиты около 300 гражданских лиц.

## Расстрел
После того как в октябре 1944 года немецкие и болгарские оккупационные войска были вынуждены оставить территорию Греции, «Охрана» была расформирована.
Калчев бежал из Греческой Македонии вслед за немецкой армией, но почти сразу после пересечения греческо-югославской границы, недалеко от города Битола, попал в плен югославским партизанам, которые передали его отрядам ЭЛАС. Те, в свою очередь, передали его англичанам, как и других греческих коллаборационистов. В 1948 году он предстал в Салониках перед трибуналом, в качестве военного преступника, был присуждён к смерти и расстрелян 27 августа 1948 года.
В сегодняшней Болгарии культивируется культ Калчева — «Касторийского орла», борца за освобождение болгар от греков.
27 августа 2010 года на ограде церкви «Святого Николая» в Балчике, в присутствии официальных лиц и представителей Болгарской церкви и Болгарской армии установлена мемориальная плита в честь Калчева.